# 今いくよ・くるよ
今いくよ・くるよ（いまいくよ・くるよ）は、昭和後期から平成後期にかけて活躍した日本の女性漫才コンビ。所属事務所は吉本興業。高校の同級生コンビでもあった。女性コンビの先駆け的存在の1組である。弟子にサカイストがいる。
「どやさ」という台詞は代名詞の一つであり、意味は特に決まっておらず、疑問や驚きや喜びといった様々な場面に対応できる。

## プロフィール
今 いくよ（いま いくよ、1947年12月3日 - 2015年5月28日）（67歳没）
本名は里谷 正子（さとや まさこ）。京都府京都市出身。血液型A型。
痩せすぎているほど細い体型や厚化粧が特徴。長すぎる睫毛で、パチパチ瞬きをしたり首筋を掻いたりする仕草をよくした。
胃がんの治療に専念するため、2014年9月17日より休業。同年12月3日に舞台へ復帰したが、2015年5月28日午後5時58分に大阪府内の病院で死去。67歳没。その17日前のなんばグランド花月（NGK）が最後の舞台であり、舞台に立つ直前の楽屋フロアを訪れた笑福亭鶴瓶やももいろクローバーZと挨拶を交わす様子を映した『桃色つるべ〜お次の方どうぞ〜』（関西テレビ）が、最後のテレビ出演となった。
相方のくるよによると、亡くなる数日前も看護師から名前を呼ばれた際に「里谷正子、28歳です！」とギャグを言って看護師らの笑いをとっていたという。
真言宗の信徒で、戒名は「萬華院喜香正蓮大姉」（まんげいんきこうしょうれんだいし）。
通夜は2015年5月29日、告別式は同年5月30日にそれぞれ京都市内で近親者のみで営まれ、通夜の際にくるよは「日本一の相方とやってこられて私は、ほんまに幸せやった」と宮川花子（宮川大助・花子）ら参列者の前で挨拶した。お別れの会は8月4日になんばグランド花月で大﨑洋吉本興業社長・吉野伊佐男吉本興業会長が発起人となって行われ、くるよや笑福亭仁鶴、六代桂文枝、西川きよし、ハイヒール、シルクら吉本所属タレントを中心に約1,000人が参列し、故人の冥福を祈った。NGKで吉本関連人物のお別れの会が行われるのは林正之助（吉本興業元会長。1991年没）以来24年ぶりで、所属芸人としては史上初であった。

今 くるよ（いま くるよ、1947年6月17日 - 2024年5月27日）（76歳没）
本名は酒井 スエ子（さかい スエこ）。京都府京都市出身。血液型A型。
6人兄弟姉妹（兄2人、妹1人、弟2人）である。京都市立朱雀第三小学校、京都市立松原中学校、明徳商業高等学校卒業。
普段の様子は芸風とは違い、物静かな人物であった。
元々はOLであり、芸人の仕事が忙しくなった1980年代には京都 - 大阪 - 福岡（2公演） - 北海道（2公演） - 東京といった47都道府県すべてに仕事で行くほどの超過密スケジュールであり「OLだったら買い物したり出来るのにな…」と思った事もあった。
初期は地味な衣装だったが、後年は肌の露出が多く、派手な色柄やフリルのついた衣装を着て登場する。この衣装については専属のデザイナーがついており、すべて手作りである。衣装は1着あたり十数万円とも言われたが、経費と認められず、大阪国税局から申告漏れを指摘されたこともあるという。
派手な手作り衣装を着るようになったのは、倉敷市民会館での公演時に衣装を忘れてしまい、会館にあったカーテンをアレンジして衣装にして舞台に立ち、それが好評だったことがきっかけ。この出来事から、くるよは岡山県倉敷市に愛着を持つようになり、倉敷市真備町のマービーふれあいセンターでのこけら落とし公演にもコンビで来ている。
腹を叩いたり、両手を顔の前で交互に前後ろにしたり、「どやさ」と言ったりするのが持ちギャグであり、その際の身振り手振りがよく中川礼二（中川家）によってモノマネのネタにされている。
2015年、第50回大阪市市民表彰を受賞。
2024年5月27日、膵がんのため大阪市内の病院で死去。76歳没。奇しくも、相方のいくよが亡くなった日の1日違いであった。

## 経歴
京都明徳高等学校（当時は明徳商業高等学校）時代、2人ともソフトボール部に所属していた。いくよがセンター（キャプテン）、くるよはマネージャー（当初キャッチャー）。3年生の時、全国大会で準優勝。
1970年、OLを辞め、島田洋之介・今喜多代に弟子入り。弟子入り3か月目、師匠についていった巡業先で急病で出られなくなった女流のマジシャンの穴埋めで初舞台を踏んだ。その直後のうめだ花月の公演に「スエ子・正子」のコンビ名で出演。以降もスポットライトが当たることがなく、下積み生活が続いた。
1980年になって、ようやく『花王名人劇場』（関西テレビ）に出演するチャンスを得たものの、吉本興業から「これでウケなかったら最後」と通告されていた。リハーサルやネタ見せの段階ではまったくウケなかったが、本番になってくるよがお腹を叩いたところこれがウケ、2人の漫才はカットされずに全国放送された（このときの他の出演者にはやすし・きよしなどの大御所が並んでいた）。翌日よりテレビ、ラジオその他からの出演依頼が殺到。苦難の末、ようやく本格女流漫才師として日の目を見ることとなった。
1984年には上方漫才大賞を、1988年には花王名人大賞を受賞するなど、1980年代を代表する女性漫才コンビとして活躍した。
1994年9月4日に関西国際空港が開港した際には、前夜大阪国際空港からの最後の国際線として出発しグアム国際空港を経由し関西国際空港の到着第1便となる日本航空のチャーター機に搭乗した。「伊丹からいくよ、関空へくるよ」と銘打ったのに因んだゲストであり、グアムから関空への飛行中のJL1944便の機内で漫才を披露している。
2006年10月6日、『森田一義アワー 笑っていいとも!』のテレフォンショッキングで、1984年8月30日（紹介者は田島令子）以来、丸22年ぶりの出演を果たした（同、友近）。
2009年9月22日、なんばグランド花月での公演中にくるよが引きつけを起こし倒れ、大阪市内の病院へ緊急搬送された。その後、検査入院となり心筋梗塞と診断。退院したくるよは12月1日に『ラジオよしもと むっちゃ元気スーパー!』（ラジオ大阪）で復帰を果たす。
師匠や先輩から「女芸人が結婚したら終わり」と冗談交じりに言われた事を守り抜き、いくよ・くるよ共に生涯独身を貫いた。結婚予定がどちらもあったが、破談させている。
2015年5月28日 17時58分、いくよが大阪府内の病院で死去。67歳没。
いくよの死去後はくるよがピン芸人として活動していたが、くるよと中川家の3人でユニットを組み、「今くるよ・中川家」「今いくよ・くるよ・くるよ」等の名前で舞台・テレビ出演したことがある（剛がいくよ、礼二が「2人目のくるよ」に扮する）。くるよの生前最後の舞台出演は2022年4月、なんばグランド花月で開催された吉本興業創業110周年特別公演「伝説の一日」で車椅子に乗って出演した。
2023年、桂吉朝とともに、いくよ・くるよが第26回上方演芸の殿堂入りとなった。7月27日に行われた賞状の授与式にはくるよは出席せず、吉本興業の奥谷達夫副社長が代理出席し、くるよのメッセージを代読した。
いくよの死去から9年後となる2024年5月27日、くるよが大阪市内の病院で死去した。76歳没。両者とも鬼籍に入った。

## 芸風
太っているくるよと痩せているいくよが、自分たちの体型や容姿・ファッションをけなし合うネタをよく演じたが、他人に対しては悪口を言ったり笑いに使うことはほとんどなかった。そのため、老若男女を問わず広いファンを持っていた。2人の親交は40年以上にわたって続いたが、コンビ仲がとてもよかったことで知られていた。
他にもいくよの厚化粧をネタに、くるよが顔にファンデーションをはたくような仕草や、漫才途中から必ずくるよの派手で大きな衣装がズレてくるので、すそを何度も持ち上げての漫才をする。
外見のイメージから、いくよがツッコミ、くるよがボケのような印象を持たれがちだが、実際の漫才では逆でいくよがボケ、くるよがツッコミであった。共にドスのきいたハスキーボイスであり、声質は似ている。

### 持ちネタ
- いくよ「私たち高校の頃にソフト部やってまして、私ピッチャーでエース[注 1]。くるよちゃん、キャッチャーでロース」
- いくよ「私らの師匠が島田洋之介・今喜多代。ですから私は初め、『今キタエ』でした。そんでくるよちゃんが『今キタナイ』」
- いくよ「漫才やる前は元OL。くるよちゃん、元LL[注 2]」くるよ「サイズやないか」
- 掛け合い漫才
いくよ「くるよちゃん、そんなとこ（肩）から脚出して」
くるよ「これは腕やっちゅうねん」
いくよ「こんなくるよちゃんでも衣装は凄い人にデザインして貰ってるんですよ。あの黒川紀章（安藤忠雄の場合もある）さん」
くるよ「建築家やないかい」

## 人間関係
後輩の面倒見がよく、過去には中川家やレギュラー、ジェットコースター（解散）、ミサイルマンらを食事に誘ったり、ラジオに定期的に出演させたりした。毎年3月3日には2人が中心となってベテラン、若手問わずに吉本所属の女性芸人を集めて親睦会が行われていた。この会はいくよの没後も続けられ、会費はくるよひとりで全額負担したという。また後輩芸人、スタッフにニックネームを付ける。
松本人志（ダウンタウン）は、いくよとくるよがどちらか混同するため、「太った人がこっちに向かってドンドンドンドン走って来る方が“くるよ”」と覚えていた（松本出演のラジオ『放送室』（TOKYO FM）より）。

## 出演

### レギュラー番組
- ビッグワイドKBS（KBS京都ラジオ）1979年4月 - 1980年3月水曜木曜のラジオカーリポート
- オレたちひょうきん族（フジテレビ） - 初期のレギュラー
- 目方でドーン!（日本テレビ）- 司会
- クイズ!!マガジン（テレビ朝日）
- 花の新婚!カンピューター作戦（関西テレビ）
- 激突!お笑いルーレット（関西テレビ）
- 三波伸介の凸凹大学校（東京12チャンネル）
- すてきな出逢い いい朝8時（毎日放送） - 1984年 - 1996年レギュラー
- 満開!ハッスル家族（毎日放送）
- いくよ・くるよのはりきりフライデー（KBS京都ラジオ）1990年4月 - 2006年3月
- いくよ・くるよのもうかりまっか?（CBCラジオ）1994年8月1日放送開始、2012年3月30日放送終了
- ラジオよしもと むっちゃ元気スーパー!（ラジオ大阪） - 火曜日パーソナリティ、2013年3月放送終了
- 京都発よしもとハッピーアワー（月曜）「いくよくるよのどやさマンデー」（KBS京都ラジオ）
  - いくよの生前最後の出演は2015年6月1日放送分で生前に収録されていた[19]。いくよの死去後もこのタイトルのままで放送を継続し、くるよとKBS京都所属アナウンサーや吉本所属の芸人が組んで出演していたが、2022年6月を最後にくるよも休演し、まるむし商店・東村雅夫を代役として放送を継続。2023年3月27日をもって放送終了した。
  - 派生番組として年1回「いくよくるよのどやさスペシャル」として、2022年まで長時間の特番として放送された[20]。
- 浅越ゴエのニュースターラジオ（火曜）（MBSラジオ） - くるよのみ出演

### テレビドラマ
コンビで出演
- 水戸黄門第8部第3話「東海道お化け旅籠・平塚」（1977年8月1日）- 南湖屋の女中
- 銭形平次第875話「大泥棒になった万七」（1983年）
- 地獄の左門十手無頼帖 女菩薩供養（1983年7月8日、フジテレビ）
- 美空ひばり物語（1989年12月30日、TBSテレビ） - ひばりの先輩タレント役

今くるよ のみ
- セレンディピティ物語〜新しい自分に出会う旅〜（2015年12月29日〈28日深夜〉、毎日放送） - スナックのママ役[21]

### 映画
- 大阪物語（1999年、東京テアトル）

### アニメ映画
- マンザイ太閤記（1981年、松竹・東京ムービー新社） - やや・ねね役[22]

### CM
- かねこみそ（1981年）
- 本家かまどや（1982年）
- 花王（1982 - 1983年）
- 池田模範堂（1983年）
- 小林製薬 キッチンタニック（1985年、くるよのみ）
- 明光商会（1988年）
- 徳島製粉（1988年 - 1990年代半ば）
- サンビシ そうめんつゆ（1988年）
- マインドエース（1998年）
- NTT西日本「0がいくよ、8がくるよ」（1999年）- 市外局番0720地域の一部で局番変更通知
- 近畿日本鉄道
- 永谷園
- JAバンク大阪
- マイコール（オンパックス）

### ゲーム
- さんまの名探偵（1987年、ナムコ / ファミリーコンピュータ用）
- マカロニほうれん荘インタラクティブ（1995年、東芝EMI / 3DO用） ※「金藤日陽」役でくるよが出演

### ミュージックビデオ
- NMB48「君と出会って僕は変わった」（AKB48 34thシングル TypeN収録曲）